# 旗照夫
旗 照夫（はた てるお、1933年12月2日 - 2019年12月8日）は、日本のジャズ・シンガー。本名：中山照男。

## 経歴
東京府東京市麻布区生まれ。女1人、男4人の5人きょうだいの四男で、一番上の姉は宝塚出身の歌手として活動した旗マリ子。兄（次男）は俳優をしていた旗昭二。旗照夫自身は日本の男性ファッションモデル第1号。
都立日比谷高校を卒業後、ラジオ東京（現・TBSラジオ）の番組「味の素 ミュージックレストラン」でデビュー。主な曲に「ハッシャバイ（Hush-A-Bye）」「あいつ」「史上最大の作戦のマーチ」などがある。美空ひばりや、日本劇場（日劇）「ティーン・エイジャー・ジャズ」で江利チエミとの共演をし、他に映画やテレビなどにも出演した。
1959年から1961年まで、NHKの番組「おかあさんといっしょ」の初代レギュラーメンバーを務めた。「NHK紅白歌合戦」に7回出場しているほか、1962年には「みんなのうた」に3回出演している。
1977年、社員教育を目的としたケア・プログラム・アカデミーを創設。
2011年7月19日、「NHK歌謡コンサート」に出演し、「あいつ」を披露。同年11月10日、ゆうぽうとで開催された「第38回日本歌手協会歌謡祭」に出演。
2019年12月8日、敗血症のため死去。86歳没。

## 作品

### シングル
コロムビアレコード
- アンチェインド・メロディー　UNCHAINED MELODY／ハッシャバイ　HUSH-A-BYE（1955年8月、JL-152）
- 捜索者の唄（1956年8月、JL-177）-　ワーナー映画「捜索者」主題歌。片面は、小坂一也の「ハート・ブレイク・ホテル」
- サヨナラの唄（SB-6）-　片面は、小坂一也の「ハート・ブレイク・ホテル」
- 砂に書いたラヴ・レター　LOVE LETTER IN THE SAND（1957年、SB-32）-　片面は、朝丘雪路の「12時の鏡」

東芝音楽工業
- あいつ／君の顔（1960年、JP-1148）
- 日曜はダメよ／暗闇のブルース（JP-5057）
- アル・ディ・ラ　AL DI LA／悲しき夢　LAST NIGHT A HEART WAS BROKEN（JP-5129）-　ワーナー映画「恋愛専科」主題歌
- ホワイト・クリスマス
- 史上最大の作戦のマーチ

### アルバム
- 恋のムード（JPO-1059）

## NHK紅白歌合戦出場歴
| 1956年（昭和31年）/第7回 | 恋とは素晴らしいもの   | 中原美紗緒 |
| 1957年（昭和32年）/第8回 | 八十日間世界一周       | ペギー葉山 |
| 1958年（昭和33年）/第9回 | 碧い空                 | 中原美紗緒 |
| 1959年（昭和34年）/第10回 | マック・ザ・ナイフ     | 雪村いづみ |
| 1960年（昭和35年）/第11回 | カリーナ               | 朝丘雪路   |
| 1962年（昭和37年）/第13回 | 私の青空               | 坂本スミ子 |
| 1963年（昭和38年）/第14回 | 史上最大の作戦のマーチ | ペギー葉山 |
| - このうち、第7回・第8回・第9回・第10回はラジオ中継による音声が現存し、第14回は歌唱映像が現存する。 - 第8回は歌唱中の写真も現存する。 - 第14回は「思い出の紅白歌合戦」（NHK-BS2）で、旗の歌唱映像も含め全編が再放送されている。 - 第10回も2009年4月29日放送のNHK-FM「今日は一日“戦後歌謡”三昧」の中で、旗の歌の音声も含め全編の音声が再放送された（音声はモノラル）。 |                        |            |

## NHKみんなのうた出演歴
| 曲目                                                                | コーラス | 初放送年月                    | 再放送                                                 |
| ------------------------------------------------------------------- | -------- | ----------------------------- | ------------------------------------------------------ |
| もしぼくが                                                          | （なし） | 1962年（昭和37年）4月 - 5月   | 2017年（平成29年）6月 - 7月                            |
| アイスクリームの歌                                                  | 天地総子 | 1962年（昭和37年）6月 - 7月   | 2016年（平成28年）6月 - 7月 2022年（令和4年）8月 - 9月 |
| カラスの歌                                                          | 天地総子 | 1962年（昭和37年）10月 - 11月 | 2021年（令和3年）11月                                  |
| - 3曲とも音声のみ存在し、映像は存在しない。再放送は全てラジオのみ。 |          |                               |                                                        |